# Nazionale maschile di pallacanestro dell'India
La nazionale di pallacanestro dell'India è la rappresentativa cestistica dell'India ed è posta sotto l'egida della Federazione cestistica dell'India.

## Partecipazioni

### Olimpiadi
- 1980 - 12°

### Campionati asiatici
- 1965 - 7°
- 1967 - 6°
- 1969 - 5°
- 1971 - 6°
- 1973 - 6°
- 1975 - 4°

- 1977 - 7°
- 1979 - 5°
- 1981 - 5°
- 1983 - 6°
- 1985 - 10°
- 1987 - 6°

- 1989 - 6°
- 1991 - 13°
- 1995 - 13°
- 1997 - 11°
- 2001 - 8°
- 2003 - 8°

- 2005 - 12°
- 2007 - 15°
- 2009 - 13°
- 2011 - 14°
- 2013 - 11°
- 2015 - 8°

- 2017 - 14°
- 2022 - 16°

### Giochi asiatici
- 1951 - 4°
- 1970 - 6°
- 1982 - 8°
- 2006 - 17°
- 2010 - 11°

- 2014 - 9°

## Formazioni

### Olimpiadi
Pallacanestro ai Giochi della XXII Olimpiade - Torneo maschile4 Diniar, 5 A. Singh, 6 T. Singh, 7 Pr. Singh, 8 Shyam, 9 B. Singh, 10 Gurumurthy, 11 Pa. Singh, 12 Nagarajan, 13 J. Singh, 14 Han. Singh, 15 Har. Singh,        All. Makkolath Rajan

### Campionati asiatici
Campionato asiatico maschile di pallacanestro 20014 Vinay, 5 J. Murli, 6 Jadeva, 7 Mohit, 8 Ranjeet, 9 X. Desraj, 10 Perminder, 11 Aurein, 12 Suresh, 13 Sabeerahamed, 14 Robinson, 15 S. Sridhar,        All. -
Campionato asiatico maschile di pallacanestro 20034 Kadam, 5 S. Singh, 6 Muraleekri, 7 Kumar, 8 Pandey, 9 Desraj, 10 P. Singh, 11 Gobinath, 12 Rai, 13 Uddin, 14 Robinson, 15 Sridhar,        All. K.K. Chansoria
Campionato asiatico maschile di pallacanestro 20054 Kadam, 5 Pandey, 6 T. Singh, 7 Raj, 8 M. Anoop, 9 Kumar, 10 Krishna, 11 Y. Singh, 12 Rai, 13 Uddin, 14 Robinson, 15 J. Singh,        All. -
Campionato asiatico maschile di pallacanestro 20074 Kadam, 5 D. Singh, 6 Mukkanniyil, 7 Raj, 8 Krishnasamy, 9 Kumar, 10 Padavetiyil, 11 Yadav, 12 Rai, 13 Uddin, 14 Ravindran, 15 J. Singh,        All. -
Campionato asiatico maschile di pallacanestro 20094 Kadam, 5 T. Singh, 6 Koroth, 7 Vaghela, 8 Rathee, 9 Bhriguvanshi, 10 Mishra, 11 Revi Mathew, 12 Paul, 13 Jat, 14 Coimbatore, 15 J. Singh,        All. -
Campionato asiatico maschile di pallacanestro 20114 Amj. Singh, 5 S. Singh, 6 Koroth, 7 Mishra, 8 Shah, 9 Bhriguvanshi, 10 Amr. Singh, 11 Grewal, 12 Rai, 13 T. Singh, 14 Y. Singh, 15 J. Singh,        All. Kenny Natt
Campionato asiatico maschile di pallacanestro 20134 Kadam, 5 Grewal, 6 P. Singh, 7 Kaushik, 8 Ar. Singh, 9 Bhriguvanshi, 10 Amr. Singh, 11 J. Singh, 12 S. Singh, 13 Amj. Singh, 14 Y. Singh, 15 Pethani,        All. Scott Flemming
Campionato asiatico maschile di pallacanestro 20153 Kaushik, 4 Prakash Uppar, 7 Shinde, 9 Bhriguvanshi, 10 Amr. Singh, 13 Kumar, 14 Y. Singh, 15 Arumugam, 22 Amj. Singh, 66 Pari, 69 Hazra, 96 Gill,        All. Sat Yadav
Campionato asiatico maschile di pallacanestro 20176 Annadurai, 7 Kumar, 8 R. Singh, 9 Bhriguvanshi, 10 Amr. Singh, 15 Pethani, 22 Amj. Singh, 24 Poyamozhi, 46 Sivakumar, 52 S. Singh, 77 Hafeez, 99 T. Singh,        All. Phil Weber
Campionato asiatico maschile di pallacanestro 20221 Sekhon, 7 Hafeez, 9 Bhriguvanshi, 10 A. Singh, 12 Nayak, 15 Rawat, 17 Tomar, 19 Prince, 36 Aryan, 70 Goti, 77 Muthu, 99 K. Singh,        All. Veselin Matić

### Giochi asiatici
Template:India di pallacanestro ai giochi asiatici 2010
Template:India di pallacanestro ai giochi asiatici 2014

## Nazionali giovanili
- Nazionale Under-18
- Nazionale Under-16